# 라발 케베스
퀘벡 케베스/라발 케베스(영어:Quebec Kebs/Laval Kebs, 프랑스어:Kebs de Québec/Kebs de Laval)는 퀘벡주 퀘벡/퀘벡주 라발을 연고지로 하는 2011년~2012년 NBL 캐나다 소속 프로 농구 팀이다.

## 역대 홈경기장
| 퀘벡 케베스/라발 케베스 |               |             |      |
| 경기장                  | 사용기간      | 장소        | 비고 |
| 콜로세 데 라발          | 2011년~2012년 | 퀘벡주 라발 | 빈칸 |